# Zutto Suki de Ii desu ka
Singles de Aya Matsuura
Watarasebashi
(2004) Ki ga Tsukeba Anata
(2005)
Singles par Ayayamu with Eco Hams
Tensai! Let's Go Ayayamu
(2004)
Zutto Suki de Ii Desu ka (ずっと 好きでいいですか) est le 16e single de Aya Matsuura, sorti en février 2005 au Japon, dans le cadre du Hello! Project, inédit en album.

## Présentation
Le single sort le 23 février 2005 au Japon sous le label Zetima, écrit et produit par Tsunku. Il atteint la 7e place du classement de l'Oricon. Il se vend à 28 106 exemplaires la première semaine, et reste classé pendant 8 semaines, pour un total de 45 022 exemplaires vendus. Il sort également dans une édition limitée, et en format "Single V" (DVD).
La chanson-titre sert de thème musical à une campagne publicitaire. Elle a été composée par Chihiro Imai du groupe Something Else. Elle ne figure sur aucun album de la chanteuse, ni sur aucune compilation.

## Liste des titres
Toutes les paroles sont écrites par Tsunku.
| 1. | Zutto Suki de Ii Desu ka (ずっと 好きでいいですか)                | Chihiro Imai / Takao Konishi, Hideyuki Suzuki | 4:07 |
| 2. | Yume (夢)                                                         | Tsunku / Hideyuki "Daichi" Suzuki             | 4:43 |
| 3. | Zutto Suki de Ii Desu ka (Instrumental) (ずっと 好きでいいですか) | Chihiro Imai / Takao Konishi, Hideyuki Suzuki | 4:03 |

| 1. | Zutto Suki de Ii Desu ka (ずっと 好きでいいですか)                                     |  |
| 2. | Zutto Suki de Ii Desu ka (Another Edition) (ずっと 好きでいいですか (Another Edition)) |  |
| 3. | Zutto Suki de Ii Desu ka Making of (ずっと 好きでいいですか メイキング映像)            |  |

## Interprétations à la télévision
- Pop Jam (2005.02.05)
- Music Station (2005.02.18)
- Ongaku Senshi Music Fighter (2005.02.25)
- GIRLS POP LIVE 2005 (2005.02.26)
- Hello! Morning (2005.02.27)
- Utaban (2005.03.03)